# نمط التفويض
في هندسة البرمجيات ، نمط التفويض هو نمط تصميم موجه للكائنات يسمح بتركيب الكائنات للوصول لإعادة استخدام الكود البرمجي نفسه مثل الميراث .
في التفويض، يعالج الكائن الطلب عن طريق التفويض إلى كائن ثانٍ ( المفوض ). المفوض هو كائن مساعد ، ولكن مع السياق الأصلي . باستخدام دعم التفويض المعتمد على اللغة، يتم ذلك ضمنيًا من خلال نفس (الكملة المفتاحية self او this) المفوض يشير إلى الكائن الأصلي (المرسل)، وليس المفوض (الكائن المتلقي). في نمط التفويض، يتم تحقيق ذلك عن طريق تمرير الكائن الأصلي بشكل صريح إلى المفوض، كقيمة للطريقة (قيمة للدالة البرمجية). غالبًا ما يتم استخدام "التفويض" بشكل فضفاض للإشارة إلى المفهوم المميز لإعادة التوجيه ، حيث يستخدم الكائن المرسل ببساطة العضو المقابل في الكائن المتلقي، ويتم تقييمه في سياق الكائن المتلقي ، وليس الكائن الأصلي.
تستخدم هذه المقالة "إرسال الكائن/كائن الاستقبال" للكائنين، بدلاً من "استقبال الكائن/التفويض"، مع التركيز على الكائنات التي ترسل وتستقبل استدعاء التفويض، وليس الاستدعاء (استدعاء الدالة) الأصلي.

## تعريف
في مقدمة كتاب عصابة الأربعة لجاما وآخرون. 1994، تم تعريف التفويض على النحو التالي:

## مثال
في المثال أدناه (باستخدام لغة برمجة Kotlin )، يقوم الصنف (كلاس) Window بتفويض استدعاء area()(المساحة) إلى كائن المستطيل الداخلي الخاص بها (المفوض الخاص بها).
```
class
 
Rectangle
(
val
 
width
:
 
Int
,
 
val
 
height
:
 
Int
)
 
{

    
fun
 
area
()
 
=
 
width
 
*
 
height

}

class
 
Window
(
val
 
bounds
:
 
Rectangle
)
 
{

    
// Delegation

    
fun
 
area
()
 
=
 
bounds
.
area
()

}

```

## دعم اللغة
تتمتع بعض اللغات بدعم خاص للتفويض المدمج. على سبيل المثال، في لغة برمجة Kotlin ، يتم تفويض by المفتاحية  إلى واجهة كائن آخر:
```
interface
 
ClosedShape
 
{

  
fun
 
area
():
 
Int

}

 

class
 
Rectangle
(
val
 
width
:
 
Int
,
 
val
 
height
:
 
Int
)
 
:
 
ClosedShape
 
{

  
override
 
fun
 
area
()
 
=
 
width
 
*
 
height

}

// The ClosedShape implementation of Window delegates to that of the Rectangle that is bounds

class
 
Window
(
private
 
val
 
bounds
:
 
Rectangle
)
 
:
 
ClosedShape
 
by
 
bounds

```

## أنظر أيضا
- الجانب برمجة
- التفويض (الحوسبة)
- نمط التصميم
- نمط الواجهة

## روابط خارجية
- ما هو التفويض ، ويكي ويكي ويب
- وفد على كود روزيتا